# Acantharctia aurivillii
Acantharctia aurivillii là một loài bướm đêm thuộc phân họ Arctiinae, họ Erebidae.